# Алёшин, Владимир Алексеевич
Владимир Алексеевич Алёшин (род. 12 января 1945, Горький) — советский хоккеист, защитник. Заслуженный тренер Украины.

## Биография
Воспитанник горьковского «Торпедо». 11 сезонов провёл в составе киевских «Динамо» (1964/65 — 1972/73) и «Сокола» (1973/74 — 1974/75).
Победитель хоккейных турниров зимних Универсиад 1966 и 1968.
Детский тренер, заслуженный тренер Украины.